# Liste der Biografien/Ko
Liste der Biografien |
Portal Biografien |
Personensuche
# |
A |
B |
C |
D |
E |
F |
G |
H |
I |
J |
K |
L |
M |
N |
O |
P |
Q |
R |
S |
T |
U |
V |
W |
X |
Y |
Z |
?
 
Ka |
Kb |
Kc |
Kd |
Ke |
Kf |
Kg |
Kh |
Ki |
Kj |
Kl |
Km |
Kn |
Ko |
Kp |
Kr |
Ks |
Kt |
Ku |
Kv |
Kw |
Ky |
Kx |
Kz
 
Koa |
Kob |
Koc |
Kod |
Koe |
Kof |
Kog |
Koh |
Koi |
Koj |
Kok |
Kol |
Kom |
Kon |
Koo |
Kop |
Kor |
Kos |
Kot |
Kou |
Kov |
Kow |
Kox |
Koy |
Koz
Die Liste der Biografien führt alle Personen auf, die in der deutschsprachigen Wikipedia einen Artikel haben. Dieses ist eine Teilliste mit 34 Einträgen von Personen, deren Namen mit den Buchstaben „Ko“ beginnt.

## Ko
- Ko Ko Gyi (* 1961), birmanischer Menschenrechtsaktivist
- Ko Ko Naing, myanmarischer Fußballspieler
- Ko Lai Chak (* 1976), hongkong-chinesischer Tischtennisspieler
- Ko Pin-yi (* 1989), taiwanischer Poolbillardspieler
- Ko Ping-chung (* 1995), taiwanischer Poolbillardspieler
- Ko, A-ra (* 1992), südkoreanische Badmintonspielerin
- Ko, Ah-seong (* 1992), südkoreanische SchauspielerinKo Ah-seong (* 1992)

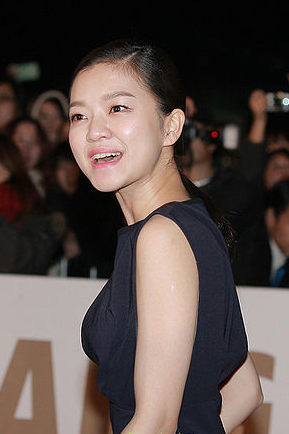
Ko Ah-seong (* 1992)

- Ko, Chiao-lin (* 1973), taiwanische Fußballspielerin
- Ko, Christine (* 1988), US-amerikanische Schauspielerin
- Ko, Eun-byul (* 1993), südkoreanische Badmintonspielerin
- Ko, Eun-jung (* 1996), südkoreanische Biathletin
- Ko, Euna (* 1988), südkoreanische Schauspielerin
- Ko, Gi-hyun (* 1986), südkoreanische Shorttrackerin
- Ko, Ho Long (* 1998), hongkong-chinesischer Weitspringer
- Ko, Hyeong-ryeol (* 1954), südkoreanischer Lyriker
- Ko, Hyon-suk (* 1985), nordkoreanische Eisschnellläuferin
- Ko, Hyung-jin (* 1982), südkoreanischer Fußballschiedsrichter
- Ko, Jeong-un (* 1966), südkoreanischer Fußballspieler und -trainer
- Ko, Jong-su (* 1978), südkoreanischer Fußballspieler und -trainer
- Ko, Joycelyn (* 1986), kanadische Badmintonspielerin
- Ko, Ki-gu (* 1980), südkoreanischer Fußballspieler
- Ko, Lydia (* 1997), neuseeländische Golferin
- Ko, Min-jung (* 1979), südkoreanische Politikerin
- Kō, Minoru, japanische Theaterschauspielerin
- Ko, Myeong-seok (* 1995), südkoreanischer Fußballspieler
- Kō, no Moronao († 1351), japanischer Feldherr
- Ko, Sebastian (* 1971), deutscher Regisseur, Drehbuchautor und FilmproduzentSebastian Ko (* 1971)

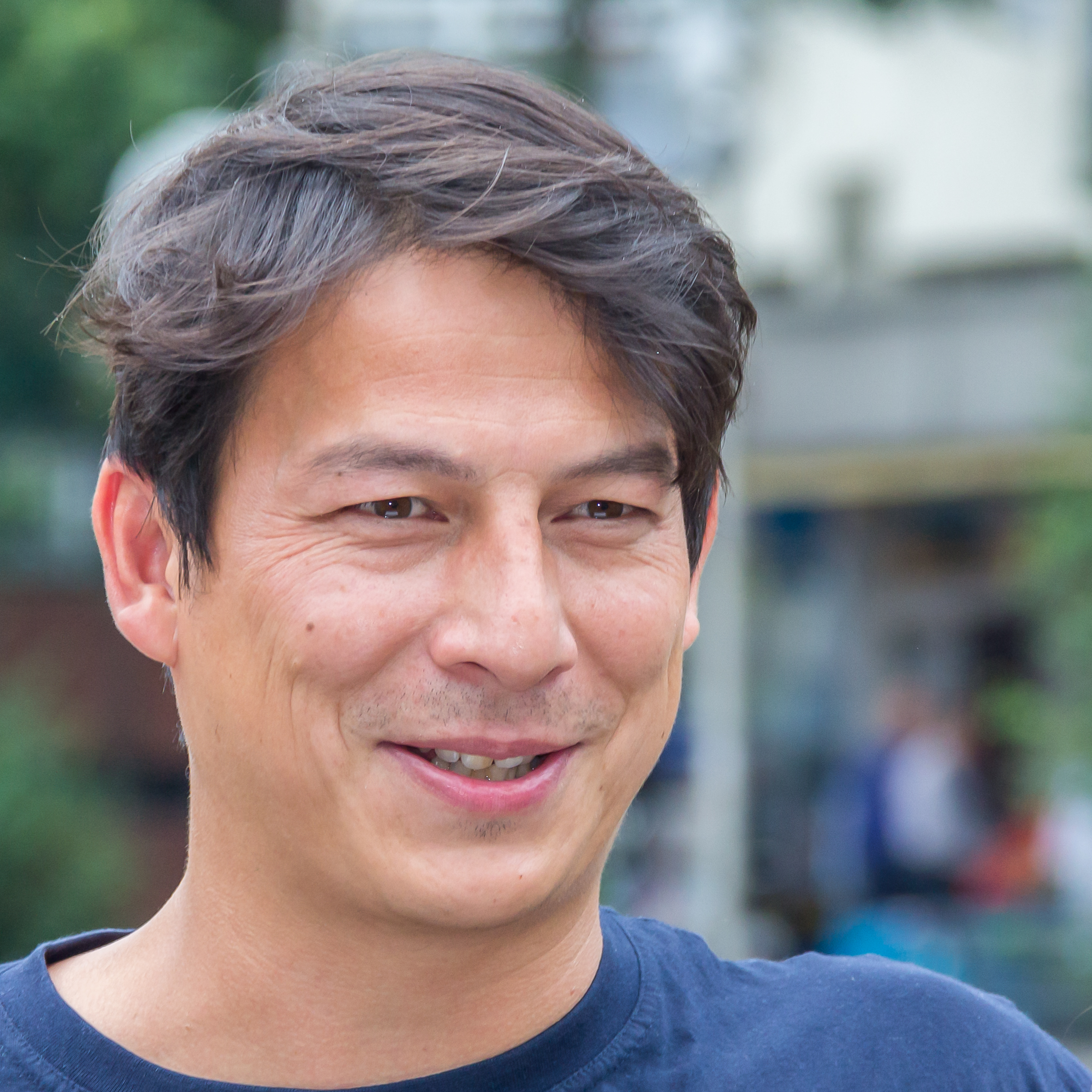
Sebastian Ko (* 1971)

- Ko, Seung-hwan (* 1997), südkoreanischer Sprinter
- Ko, So-young (* 1972), südkoreanische Schauspielerin und Model
- Ko, Sung-hyun (* 1987), südkoreanischer Badmintonspieler
- Kō, Takahiro (* 1998), japanischer Fußballspieler
- Ko, Un (* 1933), koreanischer Dichter und Schriftsteller
- Ko, Wen-je (* 1959), taiwanischer Arzt und Politiker, Bürgermeister von Taipeh
- Ko, Yong-hi (1953–2004), nordkoreanische Persönlichkeit, Ehefrau von Kim Jong-il